# Kaika
Kaika är en by (estniska: küla) i Antsla kommun i landskapet Võrumaa i sydöstra Estland. Byn ligger tio kilometer söderut från staden Antsla.